# Лајонс (Илиноис)
Лајонс (енгл. Lyons) град је у америчкој савезној држави Илиноис.

## Демографија
По попису из 2010. године број становника је 10.729, што је 474 (4,6%) становника више него 2000. године.
| Група             | 2000.         | 2010.         |
| Белци             | 8.079 (78,8%) | 5.889 (54,9%) |
| Афроамериканци    | 103 (1,0%)    | 452 (4,2%)    |
| Азијати           | 143 (1,4%)    | 149 (1,4%)    |
| Хиспаноамериканци | 1.668 (16,3%) | 4.113 (38,3%) |
| Укупно            | 10.255        | 10.729        |